# 西園寺実文
西園寺 実文（さいおんじ さねふみ、生年不詳 - 文久元年（1861年））は、江戸時代後期の人物。西園寺寛季の四男。

## 人物
実文は従来、西園寺寛季の部屋住であった。次男爵として従五位下に叙せられたこともあったが、寛季の密子であったため、西園寺家ではなく民間で育てられたとされる。
天保12年（1841年）7月20日には、不行跡を理由に西園寺家から義絶され、「庶人」の身分となった。この時、従五位下の位起も返上になったと考えられる。
子供に、幕末期に活躍した西園寺実満がいる。